# Tornado i segling vid olympiska sommarspelen 1976
Tornado i segling vid Montréal-OS 1976 avgjordes 19-27 juli 1976 i Montréal.

### Daglig ställning

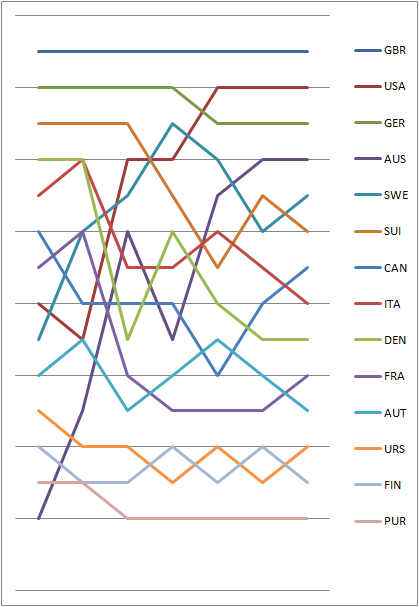
En graf som visar de dagliga ställningarna i tornado vid olympiska sommarspelen 1976.

## Medaljörer
| Event   | Guld                                      | Silver                             | Brons                                   |
| Tornado | Storbritannien Reginald White John Osborn | USA David McFaull Michael Rothwell | Västtyskland Jörg Schmall Jörg Spengler |

## Resultat
| Plac. | Styrman (Land)           | Besättning          | Lopp I | Lopp I | Lopp II | Lopp II | Lopp III | Lopp III | Lopp IV | Lopp IV | Lopp V | Lopp V | Lopp VI | Lopp VI | Lopp VII | Lopp VII | Totalt- poäng | Totalt -1 |
| Plac. | Styrman (Land)           |                     | Plac.  | Poäng  | Plac.   | Poäng   | Plac.    | Poäng    | Plac.   | Poäng   | Plac.  | Poäng  | Plac.   | Poäng   | Plac.    | Poäng    | Totalt- poäng | Totalt -1 |
| ----- | ------------------------ | ------------------- | ------ | ------ | ------- | ------- | -------- | -------- | ------- | ------- | ------ | ------ | ------- | ------- | -------- | -------- | ------------- | --------- |
| 1     | Reg White (GBR)          | John Osborn         | 1      | 0,0    | 1       | 0,0     | 5        | 10,0     | 1       | 0,0     | 4      | 8,0    | 1       | 0,0     | DNS      | 20,0     | 38,0          | 18,0      |
| 2     | David McFaull (USA)      | Michael Rothwell    | 8      | 14,0   | 10      | 16,0    | 1        | 0,0      | 4       | 8,0     | 2      | 3,0    | 2       | 3,0     | 4        | 8,0      | 52,0          | 36,0      |
| 3     | Jörg Spengler (FRG)      | Jörg Schmall        | 2      | 3,0    | 2       | 3,0     | 11       | 17,0     | 7       | 13,0    | 5      | 10,0   | 3       | 5,7     | 2        | 3,0      | 54,7          | 37,7      |
| 4     | Brian Lewis (AUS)        | Warren Rock         | RET    | 20,0   | 6       | 11,7    | 2        | 3,0      | 12      | 18,0    | 1      | 0,0    | 6       | 11,7    | 1        | 0,0      | 64,4          | 44,4      |
| 5     | Peter Kolni (SWE)        | Jorgen Kolni        | 9      | 15,0   | 7       | 13,0    | 3        | 5,7      | 2       | 3,0     | 9      | 15,0   | 12      | 18,0    | 3        | 5,7      | 75,4          | 57,4      |
| 6     | Walter Steiner (SUI)     | Albert Schiess      | 3      | 5,7    | 3       | 5,7     | 9        | 15,0     | 9       | 15,0    | 11     | 17,0   | 4       | 8,0     | 8        | 14,0     | 80,4          | 63,4      |
| 7     | Larry Woods (CAN)        | Michael De La Roche | 6      | 11,7   | 11      | 17,0    | 4        | 8,0      | 8       | 14,0    | 7      | 13,0   | 7       | 13,0    | 5        | 10,0     | 86,7          | 69,7      |
| 8     | Franco Pivoli (ITA)      | Cesare Biagi        | 5      | 10,0   | 4       | 8,0     | 12       | 18,0     | 5       | 10,0    | 6      | 11,7   | 8       | 14,0    | DSQ      | 21,0     | 92,7          | 71,7      |
| 9     | Peter Due (DEN)          | Per Kjaergaard      | 4      | 8,0    | 5       | 10,0    | 13       | 19,0     | 3       | 5,7     | 12     | 18,0   | 11      | 17,0    | 10       | 16,0     | 93,7          | 74,7      |
| 10    | Chris De Cazenove (FRA)  | Bruno De Cazenove   | 7      | 13,0   | 9       | 15,0    | 7        | 13,0     | 11      | 17,0    | 8      | 14,0   | 5       | 10,0    | 6        | 11,7     | 93,7          | 76,7      |
| 11    | Hans Prack (AUT)         | Bernhard Prack      | 10     | 16,0   | 8       | 14,0    | 6        | 11,7     | 10      | 16,0    | 3      | 5,7    | 10      | 16,0    | 9        | 15,0     | 94,4          | 78,4      |
| 12    | Vladimir Vassiliev (URS) | Viatjeslav Tineev   | 11     | 17,0   | 12      | 18,0    | 8        | 14,0     | 13      | 19,0    | 10     | 16,0   | 13      | 19,0    | 7        | 13,0     | 116,0         | 97,0      |
| 13    | Pekka Narko (FIN)        | Juha Siira          | 12     | 18,0   | RET     | 20,0    | 10       | 16,0     | 6       | 11,7    | 14     | 20,0   | 9       | 15,0    | DSQ      | 21,0     | 121,7         | 100,7     |
| 14    | Chris Stater (PUR)       | Richard Darmanin    | 13     | 19,0   | 13      | 19,0    | 14       | 20,0     | 14      | 20,0    | 13     | 19,0   | 14      | 20,0    | 11       | 17,0     | 134,0         | 114,0     |